# Seth MacFarlane
Seth Woodbury MacFarlane (Kent, Connecticut, 1973. október 26. –) ötszörös Emmy-díjas amerikai rajzfilmkészítő, zeneszerző, író, producer, színész, énekes és szinkronszínész.
Leginkább a Family Guy az Amerikai fater és A Cleveland-show című animációs sorozatok alkotójaként ismert.

## Élete és pályafutása
Gyerekkorában aktívan érdeklődött az illusztráció iránt, és rajzfilmfigurákat kezdett rajzolni. Érettségi után a Rhode Island School of Design-ban tanult tovább rajzfilmszakon, ahol képzőművészeti diplomát szerzett. A Hanna-Barbera stúdióban kezdett el dolgozni, mint rajzfilmkészítő és író. Közreműködött többek között a Johnny Bravo, a Boci és Pipi, az Én vagyok Menyus, valamint a Dexter laboratóriuma epizódjainak elkészítésében.
Később felfigyeltek rá a Fox tévécsatornánál, ahol elkészítette első animációs sorozatát Family Guy címmel, amelyet 1999-ben kezdtek sugározni. 2005-ben indult az Amerikai fater című animációs sorozat, MacFarlane ezt Matt Weitzmannel és Mike Barkerrel közösen készíti.
A Cleveland-show, a Family Guy-ból megismert Cleveland Brown főszereplésével készített spin-off sorozat 2009 és 2013 között futott.
2012. július 13-án került Amerikában a mozikba Ted című saját készítésű filmje, amelyben ő kölcsönzi Ted, a plüssmedve eredeti hangját.

## Magánélete
Csillagok háborúja, Star Trek és Sci-fi rajongó. Képzett zongorista és énekes. Nőtlen. Ateista nézeteit többször kifejti sorozataiban. Támogatja a marihuána legalizálását. 2001. szeptember 11-én csak negyedórával késte le az American Airlines 11-es járatát, amelyik a World Trade Centerbe csapódott. Jó barátságban áll Butch Hartmannel.

### Melegjogi aktivizmus
MacFarlane akkor lett érdekelt a melegjogokban, amikor egy családtagja „ki akarta gyógyítani” egy meleg unokatestvérüket a homoszexualitásból. Az incidens felzaklatta MacFarlane-t, aki így nyilatkozott: "Kibaszottul félelmetes volt ezt olyantól hallani, akit szeretsz.” Továbbá hozzátette: "Miért van az, hogy bármelyik Georgia-i suttyó paraszt felcsinálhat egy nőt, elveheti, aztán a szart is kiverheti belőle, de ez a két intelligens író, akik 20 éve együtt vannak, nem házasodhatnak össze?”

### Politika
MacFarlane az amerikai demokrata párt támogatója. Barack Obama 2008-as elnöki kampányát ötvenezer dollárral segítette.

## Filmográfia

### Film
Filmrendező, forgatókönyvíró és filmproducer
| Év   | Magyar cím                | Eredeti cím                       | Feladatkör | Feladatkör | Feladatkör | Rendező            | Megjegyzések        |
| Év   | Magyar cím                | Eredeti cím                       | Rendező    | Író        | Producer   | Rendező            | Megjegyzések        |
| ---- | ------------------------- | --------------------------------- | ---------- | ---------- | ---------- | ------------------ | ------------------- |
| 1995 |                           | The Life of Larry                 | Igen       | Igen       | Igen       | Seth McFarlane     | hallgatói rövidfilm |
| 2005 |                           | Inside the CIA                    | Igen       | Nem        | Vezető     | Seth McFarlane (2) | rövidfilm           |
| 2005 |                           | Stewie Griffin: The Untold Story  | Igen       | Nem        | Vezető     | Pete Michels       | DVD-film            |
| 2008 |                           | The Negotiating Table             | Nem        | Igen       | Nem        | Bryan Carmel       | rövidfilm           |
| 2008 | Brendan Colthurst         | The Negotiating Table             | Nem        | Igen       | Nem        |                    | rövidfilm           |
| 2012 | Ted                       | Ted                               | Igen       | Igen       | Igen       | Seth McFarlane (3) |                     |
| 2014 | Hogyan rohanj a veszTEDbe | A Million Ways to Die in the West | Igen       | Igen       | Igen       | Seth McFarlane (4) |                     |
| 2015 | Ted 2.                    | Ted 2                             | Igen       | Igen       | Igen       | Seth McFarlane (5) |                     |
| 2015 | Ez mindent megváltoztat   | This Changes Everything           | Nem        | Nem        | Vezető     | Avi Lewis          | dokumentumfilm      |
| 2020 |                           | aTypical Wednesday                | Nem        | Nem        | Vezető     | J. Lee             |                     |
| 2020 | Vérrel Írt könyvek        | Books of Blood                    | Nem        | Nem        | Vezető     | Brannon Braga      |                     |

Filmszínész
| Év   | Magyar cím                                       | Eredeti cím                          | Szerep                     | Magyar hang    | Rendező             |
| ---- | ------------------------------------------------ | ------------------------------------ | -------------------------- | -------------- | ------------------- |
| 2005 |                                                  | Stewie Griffin: The Untold Story     | több szereplő hangja       |                | Seth MacFarlane     |
| 2008 | Hellboy II. – Az aranyhadsereg                   | Hellboy II: The Golden Army          | Johann Kraus (hangja)      | Kassai Károly  | Guillermo del Toro  |
| 2009 |                                                  | Futurama: Into the Wild Green Yonder | Mars Vegas énekes (hangja) |                | Peter Avanzino      |
| 2010 |                                                  | The Drawn Together Movie: The Movie! | I.S.R.A.E.L. (hangja)      |                | Greg Franklin       |
| 2010 | Fogtündér                                        | Tooth Fairy                          | Ziggy                      | Csőre Gábor    | Michael Lembeck     |
| 2012 | Ted                                              | Ted                                  | Ted (hangja)               | Nagypál Gábor  | Seth MacFarlane (2) |
| 2013 | - Movie 43: Botrányfilm - (A csúcspont-szegmens) | Movie 43                             | önmaga (cameo)             | Czvetkó Sándor | Peter Farrelly      |
| 2014 | Hogyan rohanj a veszTEDbe                        | A Million Ways to Die in the West    | Albert Stark (hangja)      | Dévai Balázs   | Seth MacFarlane (3) |
| 2015 | Ted 2.                                           | Ted 2                                | Ted (hangja)               | Nagypál Gábor  | Seth MacFarlane (4) |
| 2016 | Énekelj!                                         | Sing                                 | Mike (hangja)              | Csőre Gábor    | Garth Jennings      |
| 2017 | Logan Lucky – A tuti balhé                       | Logan Lucky                          | Max Chilblain              | Czvetkó Sándor | Steven Soderbergh   |